# Julie Fowlis
Julie Fowlis (20 de juny de 1978) és una cantant escocesa de folk i música celta. Les seves cançons estan interpretades principalment en gaèlic escocès.

## Biografia

### Vida personal
Fowlis va créixer a North Uist, una illa de les Hèbrides Exteriors, en el si d'una comunitat que parlava gaèlic. La seva mare era una illenca que tenia el gaèlic com a llengua materna; a la seva família eren pescadors i grangers originaris de la remota illa de Heisgeir. Per la seva banda, el seu pare era de Pitlochry (Perthshire) a l'Escòcia continental. Els seus pares van dirigir un hotel durant molts anys a North Uist. Finalment la família es va mudar a Ross-Shire, a la part continental, quan Fowlis tenia 15 anys, a causa d'una canvi de feina del seu pare.
La família va viure a Strathpeffer i Fowlis va completar els seus estudis secundaris a la Dingwall Academy. Després va anar a la Universitat de Strathclyde de Glasgow. Va estudiar oboè i corn anglès, i va guanyar un B.A. en Música Aplicada el 2000. Després de la universitat Fowlis va anar a l'escola gaèlica Sabhal Mòr Ostaig a l'illa de Skye per millorar el seu gaèlic i per a poder estudiar formalment la música tradicional escocesa. Després d'això, va tornar a Ross-Shire per a treballant amb l'organització Fèis Rois, a Dingwall, com a cap de desenvolupament de música entre els anys 2001 i 2004.
Fowlis viu a Dingwall, Escòcia, amb el seu marit Éamon Doorley, músic habitual en les interpretacions de la cantant, així com del grup de música tradicional irlandès Danú. La parella es va casar el maig del 2007 i tenen dues filles, Éabha (n. 2010) i Niamh (n. 2012).

### Carrera musical

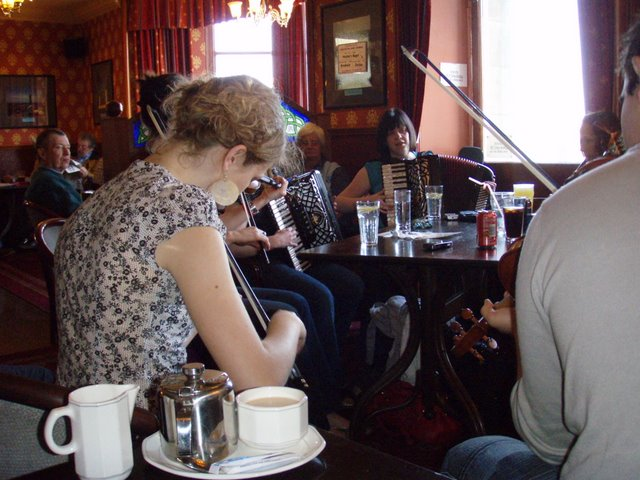
Concert de Dòchas amb varis músics diferents a l'Orkney Folk Festival del 2008. A la foto només s'hi veuen Carol-Anne Mackay tocant un acordió i Julie Fowlis a la part dreta de l'espatlla del violinista.

Fowlis canta, balla i toca instruments des de petita. Va iniciar la seva carrera professional com a membre del sextet escocès Dòchas, que incloïa la violinista de les Shetland Jenna Reid. El grup es va formar quan quatre de les seves components estudiaven a la Royal Scottish Academy of Music and Drama i Fowlis anava a la Universitat de Strathclyde. Dòchas es va considerar com a "una banda jove i dinàmica composta de dones que toca música tradicional de les Highlands i les Illes d'Escòcia i Irlanda". El grup va llançar el seu primer àlbum el 2002. El 2003 va ser nominat a Millor Artista i Banda (Best Up and Coming Artist/Band) en la inauguració dels premis Scots Trad Music Awards i el va guanyar en l'edició del 2004. Fowlis va ser nominada aquell mateix any al premi Cantant en Gaèlic de l'Any (Gaelic Singer of the Year).
Dòchas va llançant el seu segon àlbum, An Darna Umhail, el 2005, en un moment en què Fowlis començava a produir també pel seu compte. El 2005 va llançar el seu primer àlbum en solitari, Mar a Tha Mo Chridhe (Tal com és el meu cor), produït per Iain MacDonald, del que Fowlis en va obtenir de seguida el reconeixement general. El futur marit de Fowlis, Éamonn Doorley, hi tocava el buzuki en set de les pistes. En aquest treball en solitari també l'acompanyaven Kris Drever, Ross Martin del "gaelic super grup" Dàimh, John Doyle, Iain MacDonald, Muireann Nic Amhlaoibh de Danú i molts altres intèrprets destacats de l'escena de la música tradicional irlandesa i escocesa. L'àlbum va ser remasteritzat i rellançat el 2012.
El seu segon àlbum en solitari, Cuilidh, va sortir el març del 2007 i es va convertir en un èxit de vendes en les llistes de música folk mundial. L'àlbum és un recull de cançons tradicionals de North Uist. Doorley hi va tornar a tocar el buzuki en gairebé totes les pistes i va coproduir l'àlbum amb Fowlis. A Cuilidh també hi van col·laborar. entre d'altres, John Doyle, Ross Martin, John McCusker, Iain MacDonald, Kathleen MacInnes.
El 2008, la cantant va gravar un àlbum amb amics i col·laboradors: Muireann Nic Amhlaoibh, Ross Martin i el seu marit Éamonn Doorley. L'àlbum, titulat Dual, es va publicar l'octubre de 2008. Fowlis també va fer una gira per Escòcia, Irlanda, Europa central i Amèrica per llançar els seus àlbums en solitari. Aquell any Fowlis va gravar gravar també una versió en gaèlic escocès del Blackbird dels Beatles per a la revista Mojo per a celebrar l'aniversari de The White Album dels quartet de Liverpool. Aquesta cançó va ser llançada l'octubre del 2008 des de la pàgina de l'artista, on es podia descarregar.

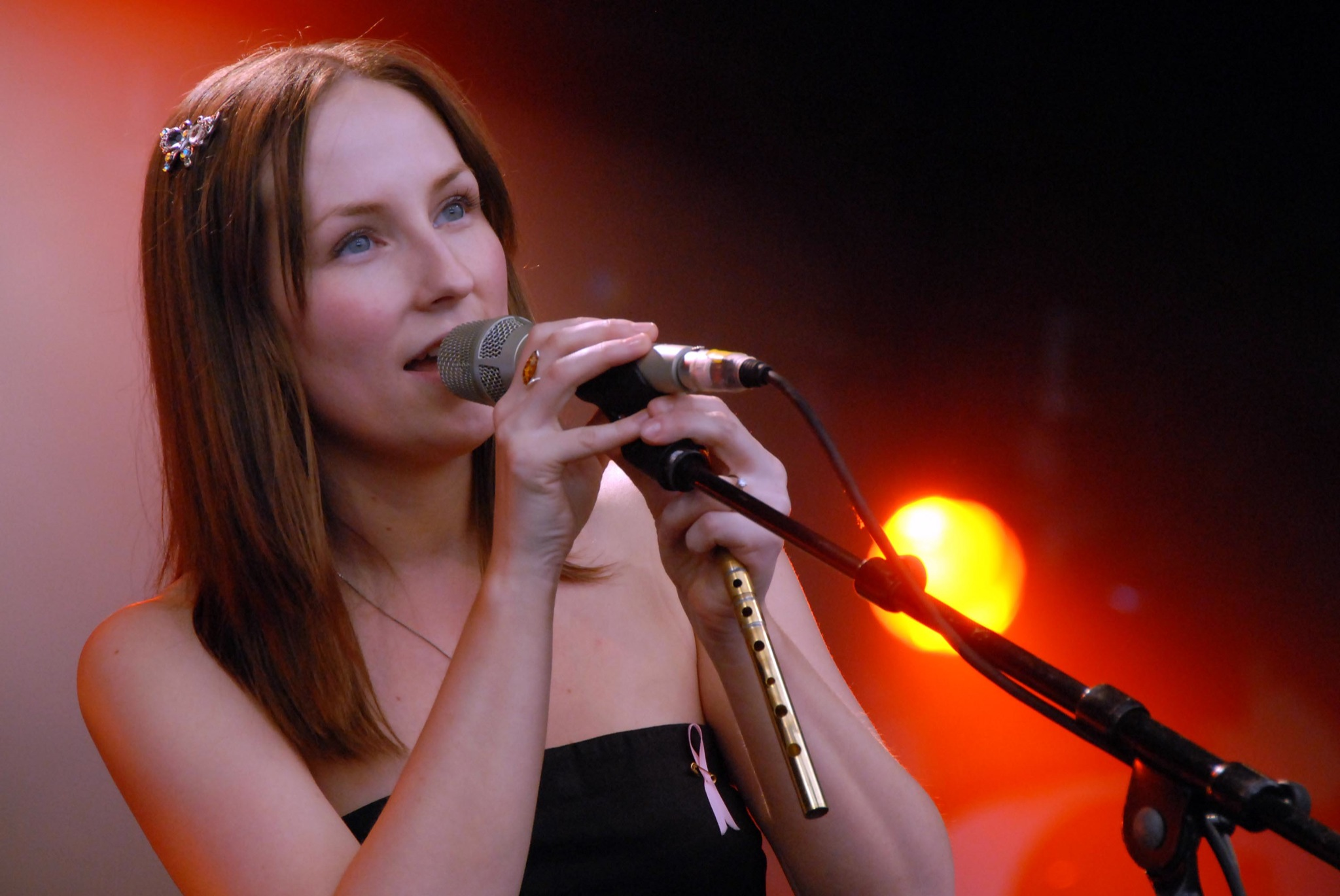
Julie Fowlis el 2006.

El 24 d'abril de 2009, Fowlis va anunciar que començaria a gravar el seu tercer àlbum d'estudi a partir del maig següent. El 10 d'agost del 2009 va anunciar el títol d'aquest nou treball, Uam (en gaèlic escocès "De part meva"). L'àlbum va ser llançat el 26 d'octubre.
Al setembre de 2011 va representar l'espectacle d'una hora Heisgeir, a la Sala Phipps de Beauly. La representació, mig documental, mig meditació arthouse, celebrava la història, el paisatge i les llegendes de l'ara deshabitada illa de Heisgeir, lloc d'origen de la seva família materna, com a part dels sis cicles de concerts Blas 2011.
El 2012, Fowlis va participar al film Pixar Brave amb les cançons Touch the Sky i Into the Open Air, cantades en els pensaments musicals de fora de la pantalla del personatge principal Mèrida. El 2011 es va graduar a la Universitat de les Highlands i Illes (UHI) en un màster en cultura material i medi ambient. El 2013, Fowlis va ser nomenada Alumna de l'Any en aquesta universitat.
El quart àlbum d'estudi de Fowlis, Gach Sgeul (Cada història), es va publicar el 24 de febrer de 2014. El seu cinquè, Alterum, va sortir el 27 d'octubre de 2017.
Tots els àlbums de Fowlis, incloent Dual, han estat publicats en el segell Machair Records, dirigit per la mateixa cantant i el seu marit Éamon Doorley. Machair "és una paraula gaèlica que descriu la terra rica i fèrtil a les terres baixes. Pràcticament la meitat de tots els machair escocesos es troben a les Hèbrides Exteriors i és un dels tipus d'hàbitat més rars d'Europa. Es tracta d'un entorn fràgil que està amenaçat, una mica com la música que es produeix en aquest segell". El seu segell es distribueix a través de Cadiz Music.

### Carrera a la ràdio i la televisió

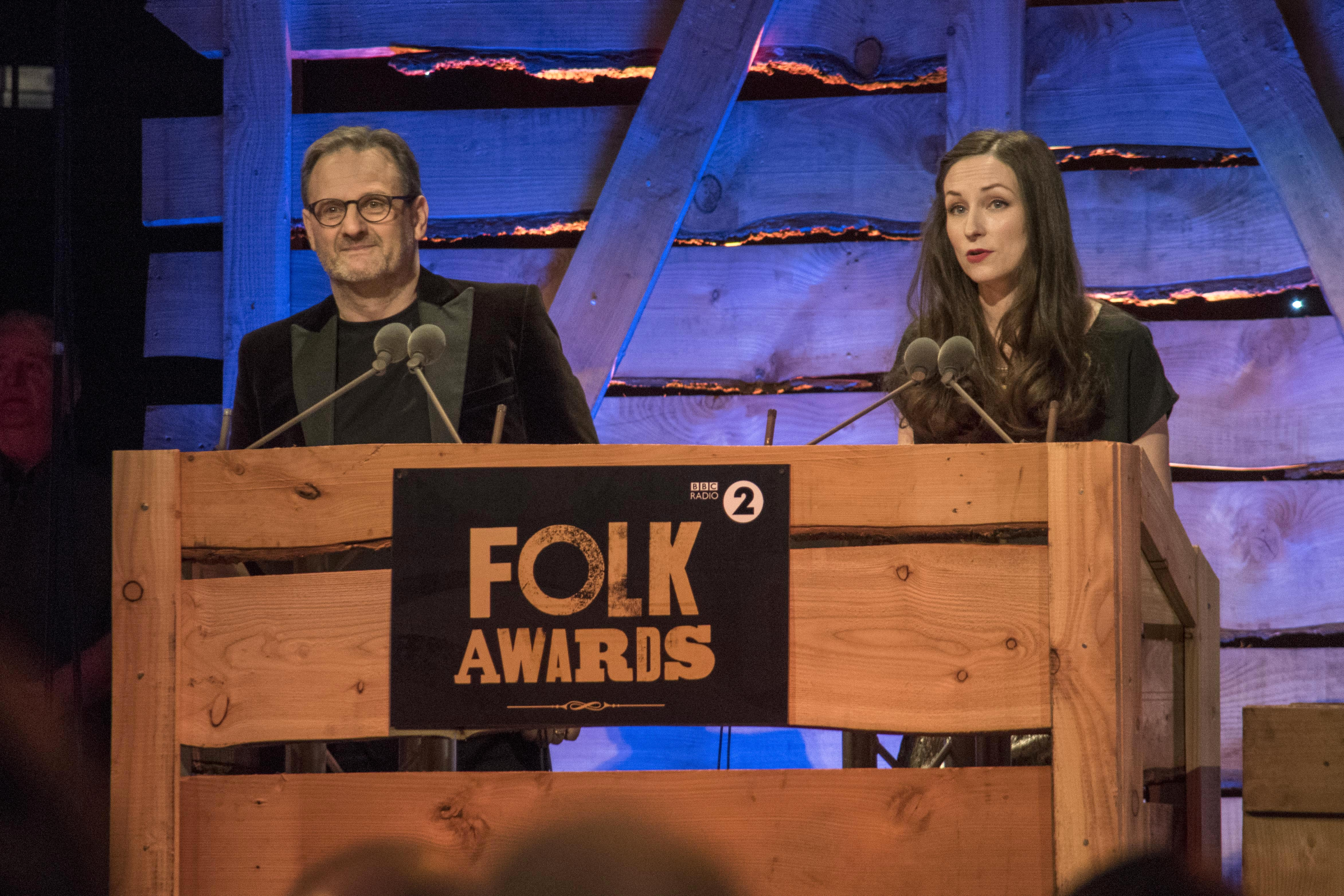
Mark Radcliffe i Julie Fowlis en la presentació dels premis anuals de BBC Radio 2 Folk Awards.

Fowlis ha cultivat una notable carrera al món de la ràdio per complementar els seus èxits musicals. Va aparèixer com a convidada al programa emblemàtic de música tradicional de la BBC Radio Scotland Travelling Folk i al festival internacional de música Global Gathering. El 2007 BBC Two va emetre un documental d'una hora sobre els seus viatges i treballs en el negoci de la música, Bliadhna Julie/Julie's Year. La temporada 2008-2009, Fowlis va presentar el seu primer programa de ràdio anomenat Fowlis i Folk, d'emissió setmanal, a les ones de la BBC Radio Scotland. La cantant co-presenta els premis anuals de BBC Radio 2 Folk Awards amb Mark Radcliffe i l'ha substituït en alguna ocasió. El canal de televisió nord-americà PBS va emetre un petit documental sobre la cantant, la seva família i la seva banda com a part d'un episodi del programa Sound Tracks: Music Without Borders.
El 2015, Fowlis i la seva freqüent col·laboradora musical Muireann Nic Amhlaoibh van presentar la sèrie de televisió Port dedicada a la música tradicional escocesa i irlandesa. En cada episodi, Fowlis i Nic Amhlaoibh viatjaven a llocs diferents per destacar-ne els músics locals i l'escena de música tradicional. El programa el narrava Julie Fowlis en gaèlic escocès i Nic Amhlaoibh en gaèlic irlandès, amb subtítols en anglès. S'emetia tant a la BBC Alba com al TG4. La primera temporada va comptar amb set episodis, i una segona temporada el 2016 va emetre set episodis més.

## Reconeixements
Fowlis va guanyar el premi Horizon als premis populars BBC Radio 2 el 2006. També va guanyar el premi a la cantant popular de l'any als mateixos premis del 2008 després d'haver-ne estat nominada en l'edició de l'any anterior. Va aparèixer al programa Later With Jools Holland de la BBC Two el 25 de maig de 2007 i va actuar al programa Hùg air Bhonaid Mhòir.
Entre els seguidors cèlebres de Julie Fowlis hi destaquen Björk, Ricky Gervais i Phil Selway de Radiohead.

## Discografia

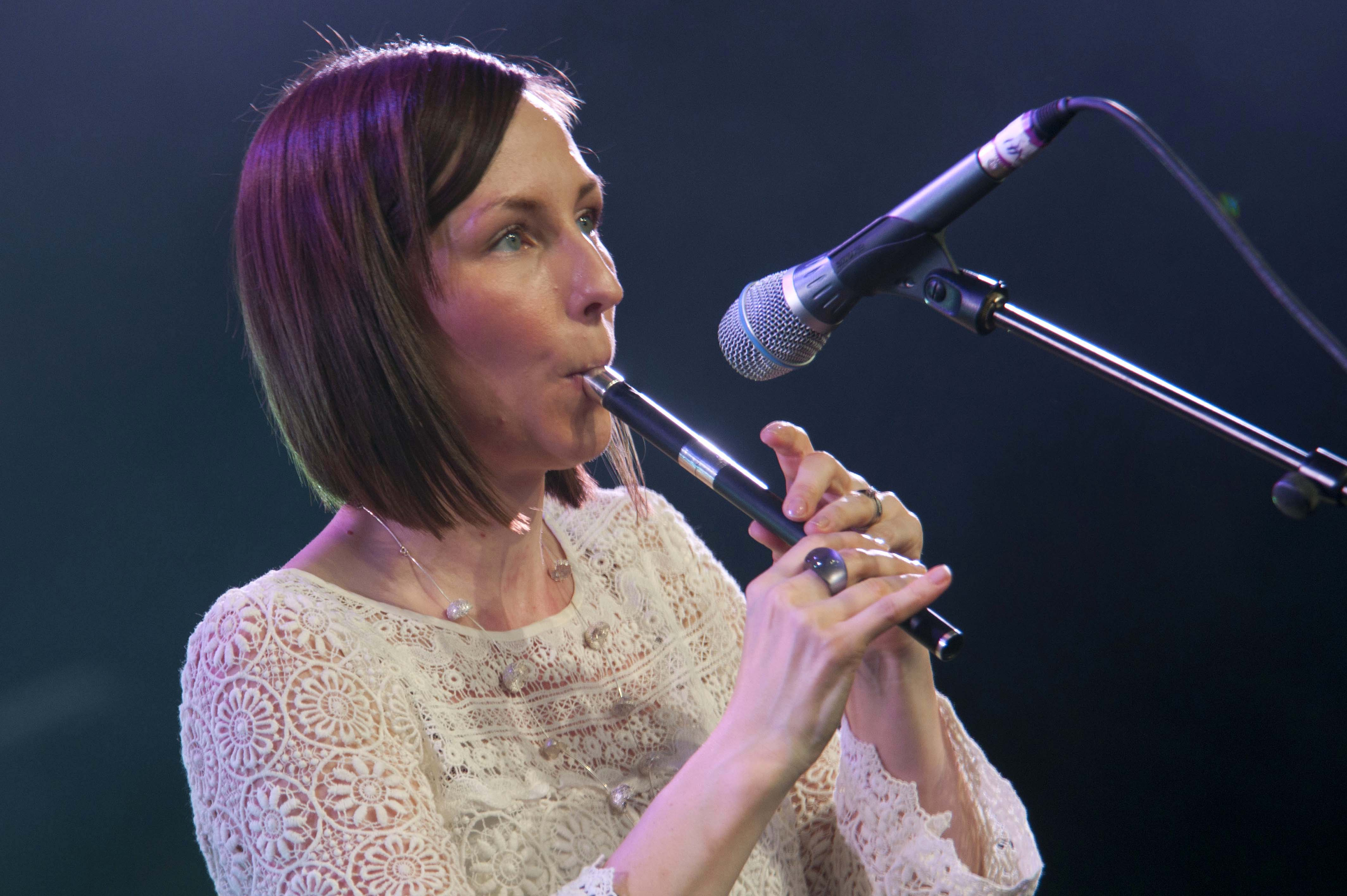
Fowlis al Cambridge Festival el 2010.

### En solitari

#### Àlbums
- Mar a tha mo chridhe (2005)
- Cuilidh (2007)
- Uam (2009)
- Live at Perthshire Amber (2011)
- Gach sgeul - Every story (2014)
- Alterum (2017)

#### Singles
- Turas san Lochmor (2007 – de Cuilidh)
- Hùg Air A' Bhonaid Mhòir (2008 – de Cuilidh)
- Lon Dubh / Blackbird (2008 – versió en gaèlic del Blackbird dels Beatles)

### Col·lectius

#### Dual
- Dual (2008 – amb Muireann Nic Amhlaoibh)

#### Allt
- Allt (2018 - amb Éamon Doorley, Zoë Conway i John Mc Intyre)

#### Amb Brolum
- 7:11 (2000)

#### Amb Dòchas
- Dòchas (2002)
- An Darna Umhail (2005)
- TBC (2009)

#### Participacions i altres enregistraments
- Evolving Tradition 3 – Varis artistes (2003)
- Best in Show – Varis artistes (2003)
- Ceòlmhor Ostaig – Varis artistes (2004)
- Braighe Loch Iall – Rachel Walker (2004)
- When All is Said and Done – Danú (2005)
- Orain nan Rosach – Fiona Mackenzie (2006)
- Fáinne An Lae : Daybreak – Muireann Nic Amhlaoibh (2006)
- Òg-Mhadainn Shamhraidh – Kathleen MacInnes (2006)
- Everything You See – Runrig (2007)
- Under One Sky – John McCusker (2008)
- An Cailín Rua – Kathleen Boyle (2008)
- Transatlantic Sessions 3 Vol. 1 (CD) – Varis artistes (2008)
- Transatlantic Sessions 3 Vol. 2 (CD) – Varis artistes (2008)
- Transatlantic Sessions 3 (DVD) – Varis artistes (2008)
- Transatlantic Sessions 4 – Varis artistes (2010) – DVD, CD vol. 1 i 3
- Transatlantic Sessions 6 – Varis artistes (2013) – DVD, CD vol. 1, 2 i 3

Muir an Ord—Runrig 40th Anniversary
- As Long as We Breathe — Alex Mandel